# Біва-хосі

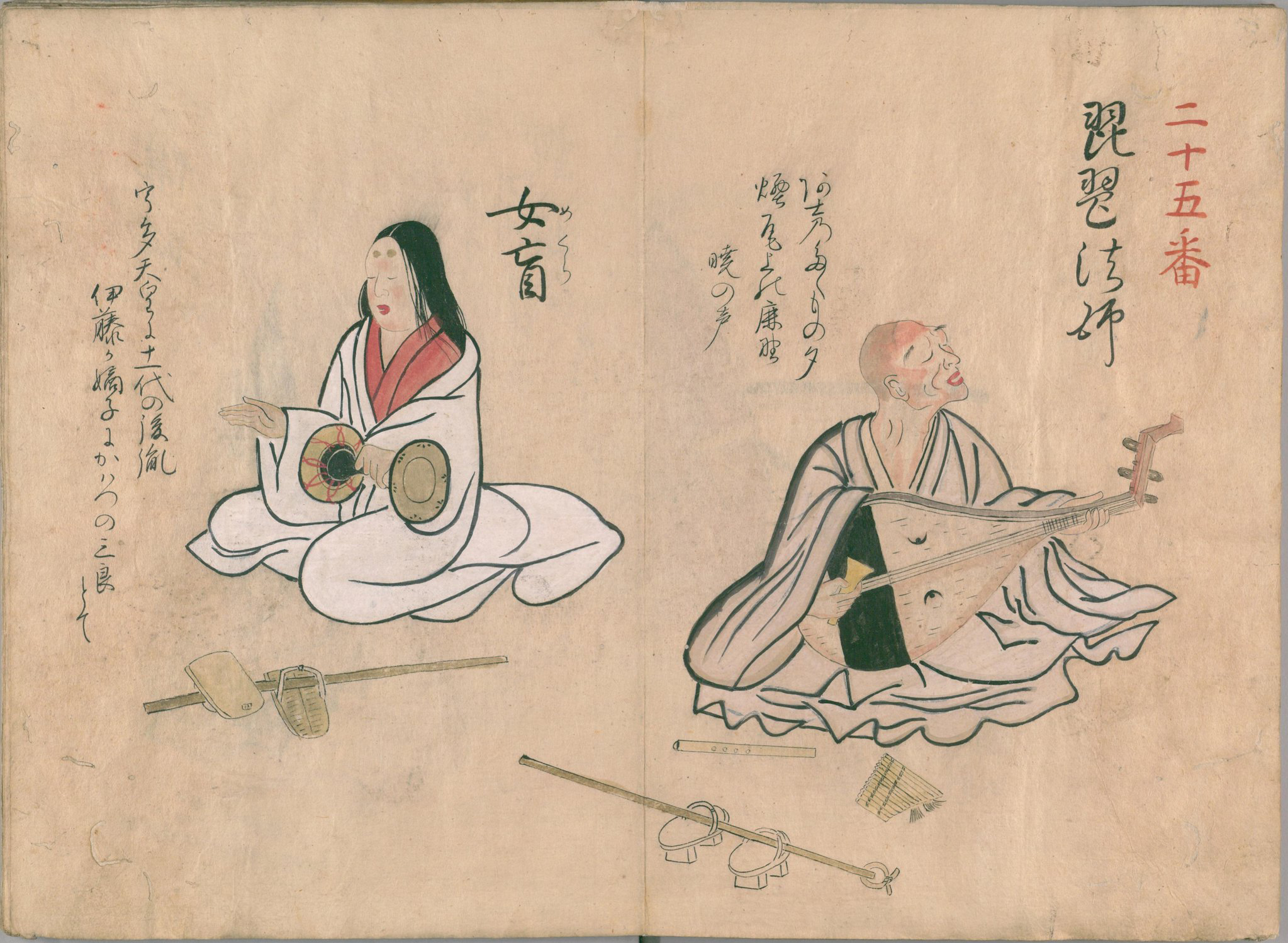
Біва-хосі грає на біві.

Біва-хосі (яп. 琵琶法師, びわほうし, «чернець з бівою») — професійний мандрівний музикант-сліпець в середньовічній Японії, який грав на музичному інструменті біва. Аналог українського кобзаря.
Перші біва-хосі з'явилися у 11 столітті, в регіоні Кінкі. Як правило, вони були буддистськими ченцями або світськими особами, одягненими на чернечий лад. Головним репертуаром біва-хосі були буддистські літанії та гімни на основі сутр. Вони виконувалися речитативом під акомпанемент біви.
З 13 століття частина біва-хосі перейшла до виконання героїчно-побутових пісень, зокрема «Повісті про дім Тайра». У зв'язку з цим відбувся поділ мандрівних музик на дві течі — духовну і світську. Проте назва «біва-косі» закріпилася за представниками останньої.
Соціальний статус мандрівних музик був різний. У ранньому середньовіччі біва-хосі вважалися благодатними людьми, близькими до світу «богів і будд». Однак у пізньому середньовіччі, через зміну світоглядної парадигми японців, ці музики, як і решта подорожуючих артистів, розглядалися як люди другого сорту, представники паріїв.